# Алрё
Алрё (дат. Alrø) — небольшой датский остров во фьорде Хорсенс на восточном побережье Ютландии в пределах коммуны Оддер.

## География
Протяжённость острова составляет 7,52 км, береговая линия — 14 км, а с востока на запад — чуть более 5 км в ширину, а самая высокая точка находится на высоте 15 м над уровнем моря. Население 147 человек по состоянию на 2010 год. С материком соединяется искусственной дамбой на северной стороне фьорда Хорсенс.

## История
Согласно археологическим данным, человеческие поселения на острове Алрё существовали непрерывно с каменного века до наших дней.
Легенда гласит, что остров получил своё название в эпоху викингов, когда вождь Хьярне из Хьярно женился на девушке Алруне и подарил ей этот остров (то есть буквально «Alrø» значит «остров Алруне»).
Первое историческое упоминание об Алрё находится в земельной книге короля Вальдемара Йордбога под одним предложением «Alrø. House. Hare». В последующие годы Алрё был популярным местом королевской охоты на зайцев, а население Альрё состояло в основном из безземельных крестьян под юрисдикцией богатых землевладельцев. В 1661 году король Фредерик III передал остров своему вассалу Нилдсу Баннеру, а в 1700 году Жюст Роземайер из Вестфалии вступил во владение Альрё через брак с наследницей Баннера. В 1798 году крестьяне стали собственниками земли и начали заниматься сельским хозяйством, поселившись в трёх основных частях острова. Сельское хозяйство до сих пор является основным занятием населения острова.
Дамба протяжённостью 1 км, которой остров соединён с северным берегом фьорда, была заложена в 1929 году и открыта 10 июня 1931 года. До этого времени к острову можно было добраться только используя мелководный брод через пролив к востоку от острова, или же лодочную переправу к Хьярно на северном побережье.
До 1970 года на острове была собственная школа, библиотека, магазины, заправочная станция и автобусное сообщение, но сегодня из-за малочисленности населения они больше не существуют.

## Галерея

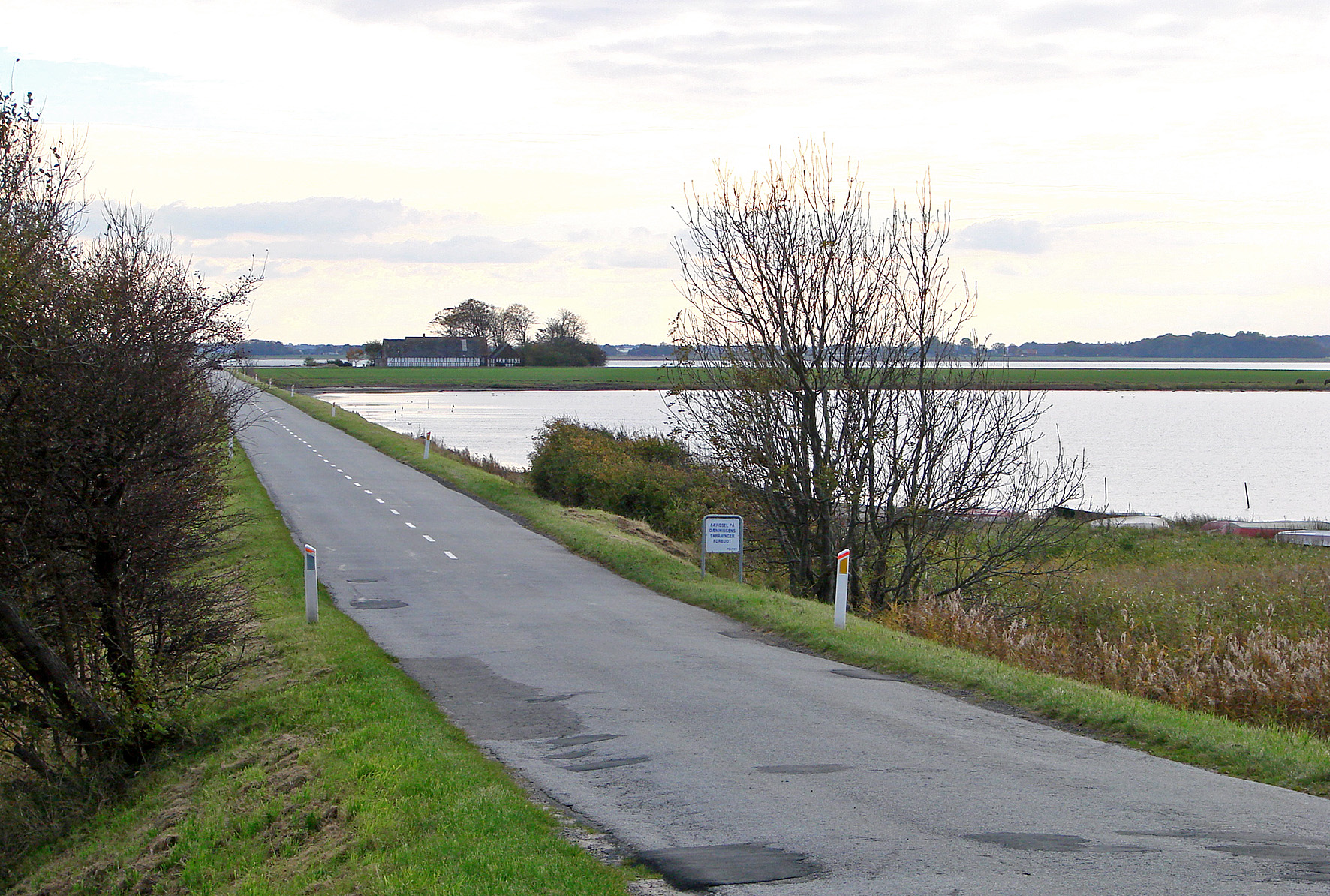
Дорога на искусственной дамбе
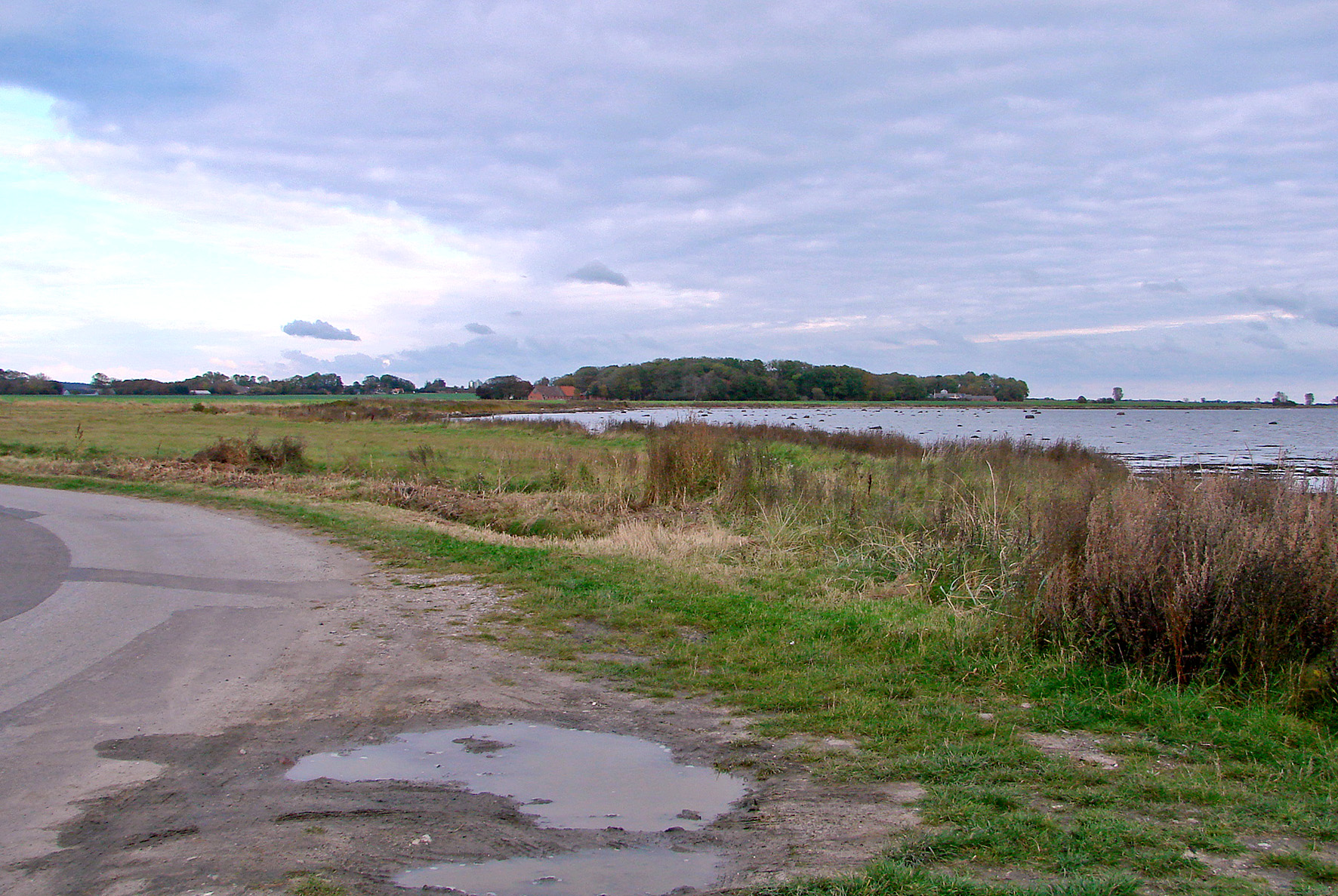
Альрё во фьорде Хорсенс, вид с юго-запада
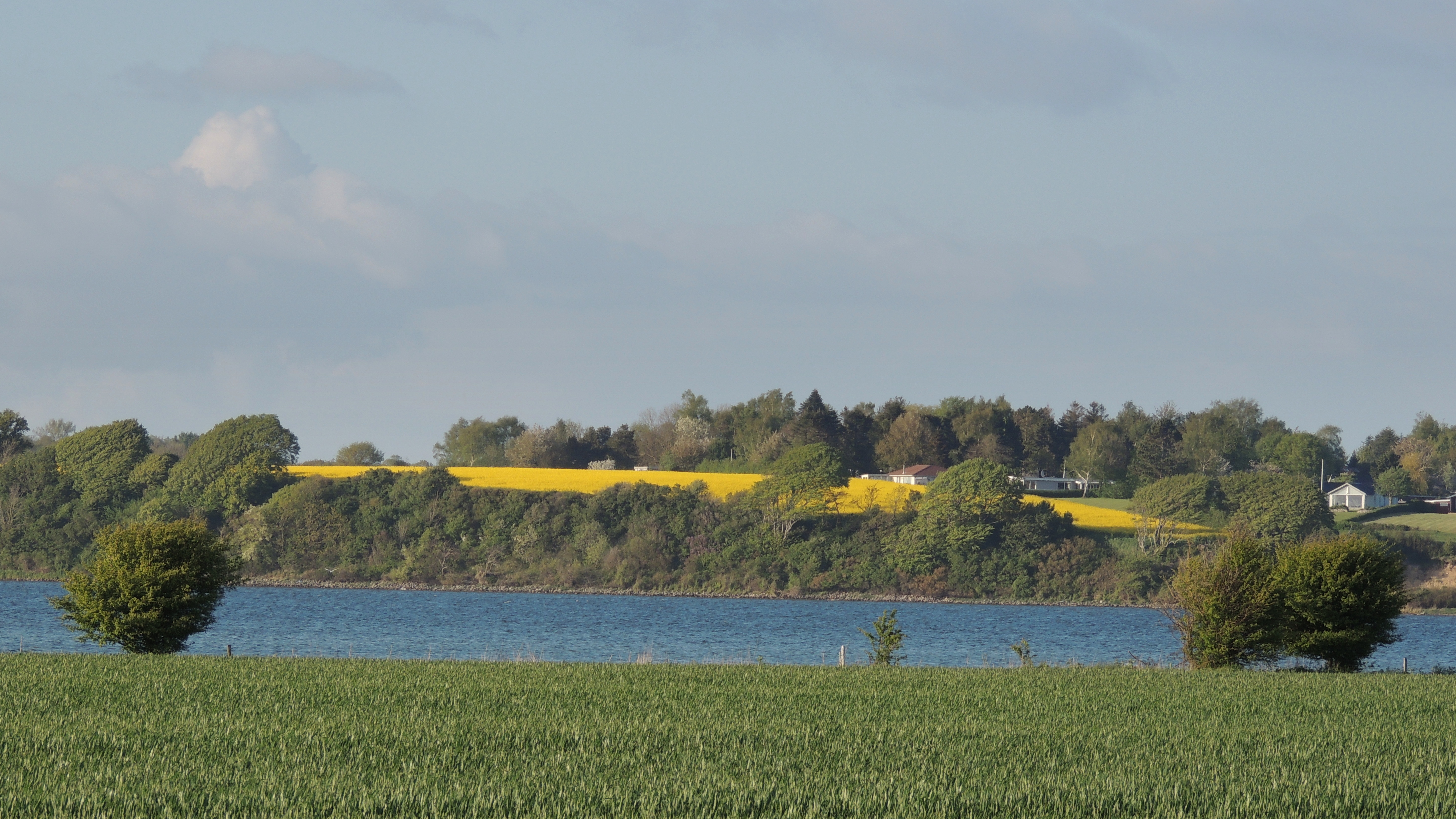
Вид с Альрё на материк